# Besseria caffra
Besseria caffra là một loài ruồi trong họ Tachinidae.